# Steinkreis von Gamelands
Der Steinkreis von Gamelands (auch von Orton oder Raisbeck genannt) liegt östlich der Eisenbahnlinie Knott Lane, auf einem Plateau zwischen Orton und Raisbeck im Osten des Lake District National Park in Cumbria in England.
Der Steinkreis südwestlich des Knott Hill soll aus dem Neolithikum stammen. Er besteht aus 43, unter einem Meter hohen Felsbrocken aus lokalem rosa Granit mit Ausnahme eines Kalksteinblocks im Süden. Der ovale Kreis misst etwa 42,0 auf 35,0 Meter und befand sich innerhalb eines Erdwalls. Einige Steine wurden 1862, als das Gelände kultiviert wurde, vergraben oder gesprengt und fehlen im südlichen Bogen. Es ist möglich, dass es eine zentrale Steinkiste gab.
In der Nähe liegt der Steinkreis von Gunnerkeld.